# Juan de Jesús y María (1895-1937)
Juan Otazua y Madariaga, mais conhecido como Juan de Jesús y María, (Rigoitia, 8 de fevereiro de 1895 - 3 de abril de 1937) foi um religioso e sacerdote da Ordem Trinitária, baleado pelos milicianos do lado republicano, durante a guerra Civil espanhola do século XX, e beatificada pelo Papa Bento XVI em 2007.

## Biografia

### Origem e formação
Juan Otazua nasceu em 8 de fevereiro de 1895 na pequena cidade de Rigoitia, na província de Vizcaya (Espanha).
Em 30 de setembro de 1913 iniciou o noviciado com as religiosas trinitárias no Santuário de La Bien Aparecida (Cantábria). Fez sua simples profissão no referido santuário, em 11 de outubro de 1914, onde mudou seu nome para Juan de Jesús y María. Estudou filosofia na Bien Aparecida e Córdoba e teologia na Rambla. Emitiu os votos solenes na casa da Trinidad em Córdoba em 17 de maio de 1918. Foi ordenado sacerdote em 23 de outubro de 1921 em Madrid.

### Cobranças
Durante muitos anos foi conventual da casa da Trinidad em Madrid e exerceu o seu trabalho pastoral na igreja dos bascos de San Ignacio de Loyola, no agora conhecido bairro de Las Letras. Ele era conhecido por seu excelente domínio da música, especialmente do violoncelo.
Em março de 1936, a igreja de San Ignacio foi incendiada por turbas, em clima de guerra civil, o que levou à desintegração da comunidade trinitária e à distribuição de religiosos por vários conventos na Espanha. Juan de Jesús e María foram transferidos para o Santuário da Virgen de la Cabeza em Andújar.

### Martírio
Em 28 de julho de 1936, a comunidade dos Trinitários do Santuário também foi dispersada, alguns de seus religiosos foram presos e executados dias depois, porém Juan só foi condenado a 20 anos de prisão. Apesar da sentença, na noite de 2 de abril de 1937, milicianos o tiraram da prisão e o levaram ao cemitério La Mancha Real (Jaén), onde atiraram nele na madrugada do dia seguinte. Juan de Jesús y María tinha 42 anos. Seu corpo foi esmagado e enterrado em uma sepultura para não ser reconhecido.

## Beatificação
Juan de Jesús y María foi beatificado pelo Papa Bento XVI em 28 de outubro de 2007. Seu nome está incluído na lista encabeçada por Mariano de San José e seus companheiros mártires, que por sua vez está na numerosa lista de 498 mártires do século 20 da Espanha. A cerimônia de beatificação foi presidida pelo prefeito da Congregação para as Causas dos Santos, José Saraiva Martins, na Praça de São Pedro, no Vaticano.